# Фричер, Мирослав
Мирослав Фричер (чеш. Miroslav Fryčer; 27 сентября 1959, Опава, Чехословакия — 27 апреля 2021, Кобержице,Чехия) — чехословацкий хоккеист и тренер, выступавший на позиции правого нападающего. Воспитанник ХК «Витковице». Известен по выступлениям за клуб НХЛ «Торонто Мейпл Лифс».

## Биография
Мирослав Фричер является воспитанником ХК «Витковице», его отец — известный хоккейный тренер Яромир Фричер. С 1977 по 1981 год играл за команду в чемпионате Чехословакии. С 1978 по 1981 год играл за сборную Чехословакии. В 1979 году стал серебряным призёром чемпионата мира, в 1981 году завоевал бронзу. В 1981 году Фричер помог своему родному «Витковице» впервые в истории стать чемпионом Чехословакии. После этого он сбежал в Северную Америку. На протяжении 8 сезонов выступал в НХЛ за «Квебек Нордикс», «Торонто Мейпл Лифс», «Детройт Ред Уингз», «Эдмонтон Ойлерз». В 1989 году вернулся в Европу, провёл ещё 4 сезона в Германии и Италии.
По завершении карьеры хоккеиста стал тренером. Тренировал чешские клубы «Гавиржов», «Витковице», польский «Санок», работал с итальянскими и французскими командами. С 10 февраля 2018 года занимал должность главного тренера клуба «Орли Зноймо».
14 октября 2009 года ему провели пересадку печени, в мае 2018 года — почки.

## Достижения

### Командные
- Чемпион Чехословакии 1981
- Чемпион Италии 1999
- Чемпион Польши 2014
- Серебряный призёр чемпионата мира 1979
- Серебряный призёр чемпионата Европы среди юниоров 1977
- Серебряный призёр молодёжного чемпионата мира 1979
- Бронзовый призёр чемпионата мира 1981
- Бронзовый призёр чемпионата Италии 1997

### Личные
- Участник Матча всех звёзд НХЛ 1985 (первый чех, игравший в матчах всех звёзд)

## Статистика
- Чемпионат Чехословакии — 156 игр, 159 очков (98+61)
- НХЛ — 432 игры, 341 очко (150+191)
- АХЛ — 11 игр, 14 очков (9+5)
- Сборная Чехословакии — 55 игр, 14 шайб[7]
- Чемпионат Германии — 44 игры, 58 очков (22+36)
- Чемпионат Италии — 23 игры, 36 очков (19+17)
- Альпенлига — 18 игр, 33 очка (9+24)
- Всего за карьеру — 739 игр, 321 шайба